# 霍米夫希納
50°2′29″N 32°17′13″E / 50.04139°N 32.28694°E
霍米夫希納（烏克蘭語：Хомівщина）是位於烏克蘭中部的村莊，由切爾卡瑟州佐洛托諾沙區的什拉姆基夫卡市鎮負責管轄。該村面積0.6平方公里，海拔高度111米，2009年人口54，人口密度每平方公里90人。